# 酸汤水饺
酸汤水饺是一种把煮熟的饺子放在特制的酸汤内食用的水饺制作方式。盛饺子的酸汤通常会含虾皮、熟芝麻、香菜末、韭菜末、牛油、香油、鸡油、甜醋、酱油等调料。酸汤水饺也是西安的著名小吃之一，牛、羊肉馅的酸汤水饺也是一种著名的清真食品。

## 特点
酸汤水饺顾名思义，具有有酸味；同时食用酸汤水饺时通常也会放入油泼辣子，所以酸汤水饺口感酸辣。